# 富貴寺
富貴寺（ふきじ）は、大分県豊後高田市田染蕗（たしぶふき）にある天台宗の仏教寺院。山号を蓮華山と称する。本尊は阿弥陀如来、開基は仁聞と伝える。
富貴寺大堂（おおどう）は、近畿地方以外に所在する数少ない平安建築の一つとして貴重な存在であり、1952年11月22日に国宝に指定されている。また、2013年10月17日には、富貴寺境内が史跡に指定されている。

## 歴史

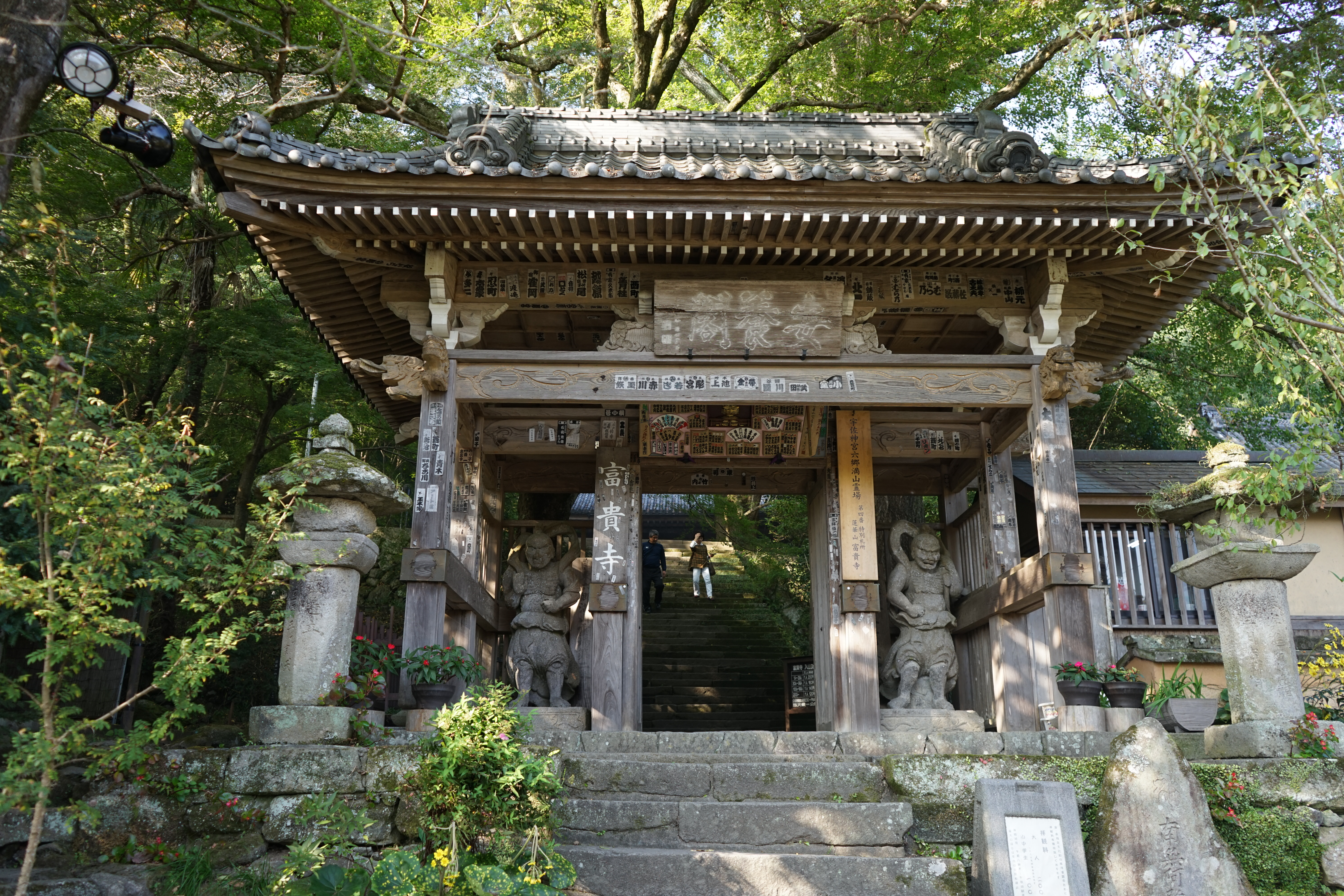
仁王門

創建の詳細は不明であるが、安貞目録に高山末寺として登場し、到津文書や木造仮面の墨書銘などから、宇佐神宮神官の菩提寺として平安時代の中期頃に開創されたとされる。
富貴寺は国東半島周辺に広く分布する天台宗寺院群である六郷山寺院（六郷満山）の一つで、その多くに養老2年（718年）に仁聞によって開かれたとの伝説があるが、実際には六郷山寺院の成立はもう少し時代が下るとみられている。
国東半島に点在する「六郷山」の寺院群については、古い時代の遺品や記録が乏しく成立経緯等はなお不明な点が多いが、日本古来の山岳信仰の霊地、修行の場としてあったものが、奈良時代末 - 平安時代初期頃から寺院の形態を取り始め、宇佐神宮の神宮寺である弥勒寺の傘下に入ったものと推定される。弥勒寺は当初法相宗の寺院であったが、平安時代後期には天台宗となった。
長安寺所蔵の『六郷山年代記』の記述から、六郷山寺院は12世紀前半に中央の天台宗寺院との結びつきを強め、最終的に比叡山延暦寺に寄進されたという。仁安3年（1168年）の『六郷二十八山本寺目録』という文書によると、六郷山は本山（もとやま）8寺、中山（なかやま）10寺、末山10寺の28か寺のほかに37か寺の末寺があり、合計65か寺からなっていた。富貴寺はこの65か寺の1つで、「本山」の西叡山高山寺という寺の末寺とされている。
富貴寺には、久安3年（1147年）の銘のある鬼神面があり、この頃までには寺院として存在していたと思われるが、それ以前の詳しいことはわかっていない。宇佐神宮大宮司の到津（いとうづ）家に伝わる貞応2年（1223年）作成の古文書のなかに「蕗浦阿弥陀寺（富貴寺のこと）は当家歴代の祈願所である」旨の記載があり、12世紀前半 - 中頃、宇佐八幡大宮司家によって創建されたものと推定されている。現存する大堂は12世紀の建築と思われ、天台宗寺院にしては、浄土教色の強い建物である。富貴寺を含め六郷山の寺院では神仏習合の信仰が行われ、富貴寺にも宇佐神宮の6体の祭神を祀る六所権現社が建てられていた。
天正年間（1573年 – 1592年）、キリシタン大名大友宗麟の時代に多くの仏教寺院が破壊されたが、富貴寺大堂は難を免れた。
富貴寺はもとは院主坊と呼ばれる本坊と、6つの坊によって形成されていたが、寛延4年（1751年）の『寺院差出帳』では宗教活動を行うのは南之坊のみとなっており、大門坊と妙蔵坊は百姓屋敷、谷之坊、東之坊、中之坊は水田になったとしている。
大堂には大正時代まで鞘堂（覆屋）があった。その後、戦時中の爆撃で屋根が飛ばされるなどの被害に遭っている。
現在は大堂の隣に宿坊「旅庵蕗薹（ふきのとう）」を併設し、境内で泊まることができる。

## 文化財

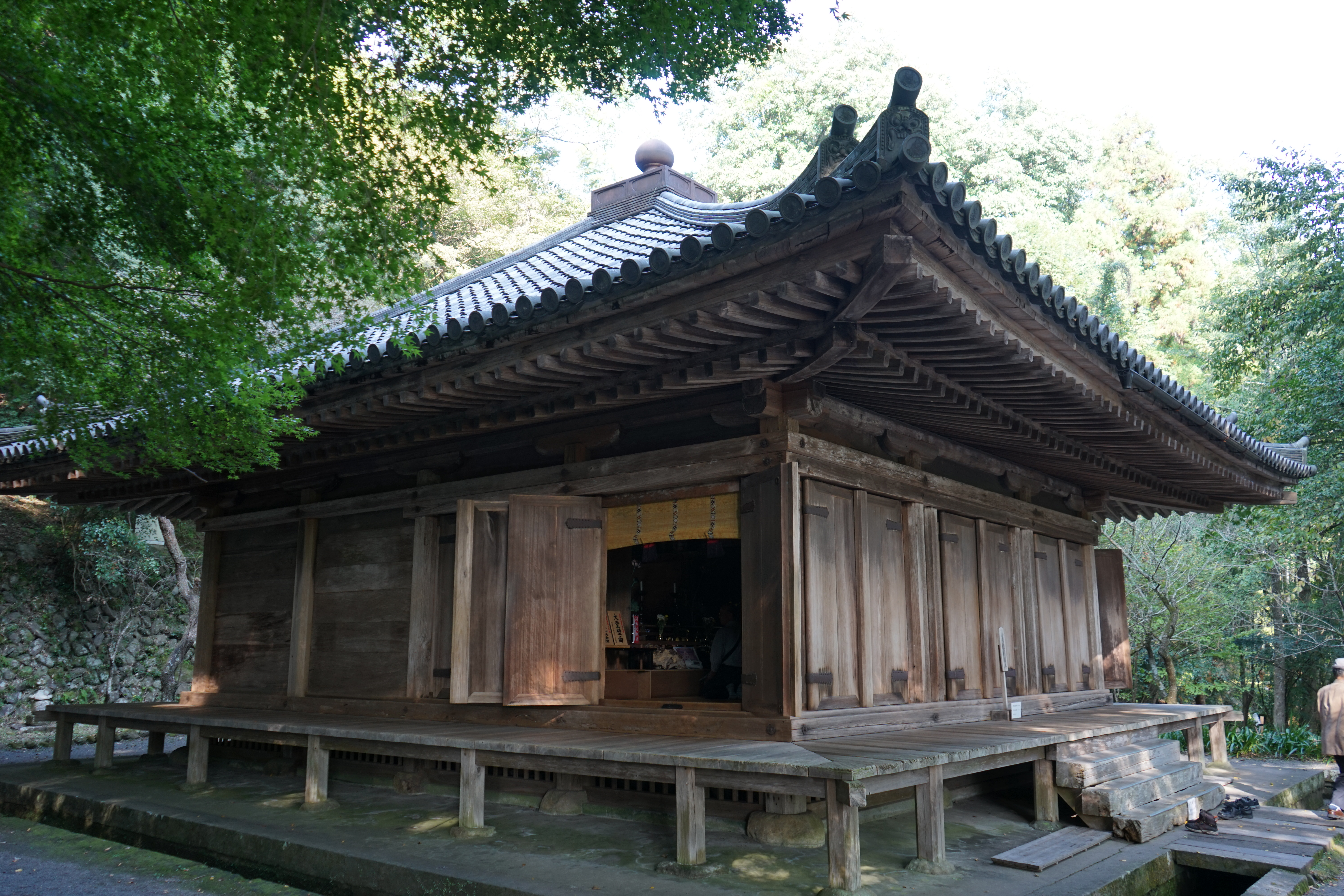
大堂

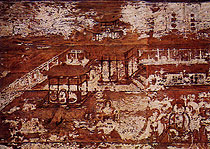
大堂壁画

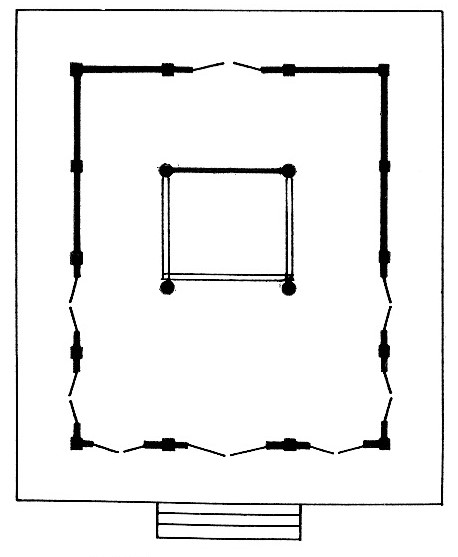
大堂平面図

### 国宝
- 富貴寺大堂 附旧棟木の部分
「おおどう」と読む。急な石段の上の、斜面を削平した小高い土地に建つ。屋根は宝形造（大棟のないピラミッド状の屋根形態）、瓦葺きである。この堂の瓦葺きは、上方がすぼまり、下方が開いた特殊な形の瓦を次々に差し込んでいくもので「行基葺き」と呼ばれる。堂は正面柱間が3間、側面が4間で、正面幅よりも奥行が長く、堂内後方に仏壇を置いて、その前方に礼拝のための空間を広く取っている。小規模な建築であり、扉など後世の修理で取りかえられた部分もあるが、九州に残る和様の平安建築として、また、六郷山の寺院群の最盛期を偲ばせる数少ない遺物として歴史的価値が高い。また、旧棟木の部分が追加指定されており、大堂の屋根の構造の履歴を知る貴重な資料になるだけではなく、富貴寺板碑にも見える学頭祐禅が、文和2年（1353年）の大堂の改修に携わったことなどが墨書で記してある。

### 重要文化財（国指定）
- 木造阿弥陀如来坐像 - 本尊、平安時代。
- 大堂壁画
  - 板絵著色阿弥陀浄土図（来迎壁）1面
  - 板絵著色阿弥陀如来並坐像（内陣小壁）4面
  - 板絵著色四仏浄土図（外陣小壁）4面

国宝建造物・大堂の一部である壁画を絵画部門の重要文化財に指定したもの。剥落が多いが、遺品の少ない平安絵画の例として貴重である。

### 史跡（国指定）
- 富貴寺境内

### その他の文化財
- 富貴寺笠塔婆（大分県指定有形文化財）
境内の5基で指定されているが、1基は別府市美術館の屋外に移設されている[3]。仁治の銘があり鎌倉時代中期の作とされる[3]。願主は阿仏坊広増である[3]。なお、大堂西に別の笠塔婆がある[3]。
- 木造阿弥陀如来及び両脇侍像（大分県指定有形文化財）
- 木造仮面（大分県指定有形文化財）
榧の菩薩面1面、及び、樟の追儺面2面。追儺面は男女の面であり、修正鬼会の鈴鬼の原型とも言われる。
- 富貴寺板碑（大分県指定有形文化財）
祐禅大徳の七回忌の板碑で、銘に「延文六年七月廿五日」とある[3]。
- 富貴寺石殿（大分県指定有形文化財）
- 石造地蔵菩薩坐像（大分県指定有形文化財）

## 舞楽常行三昧の再興

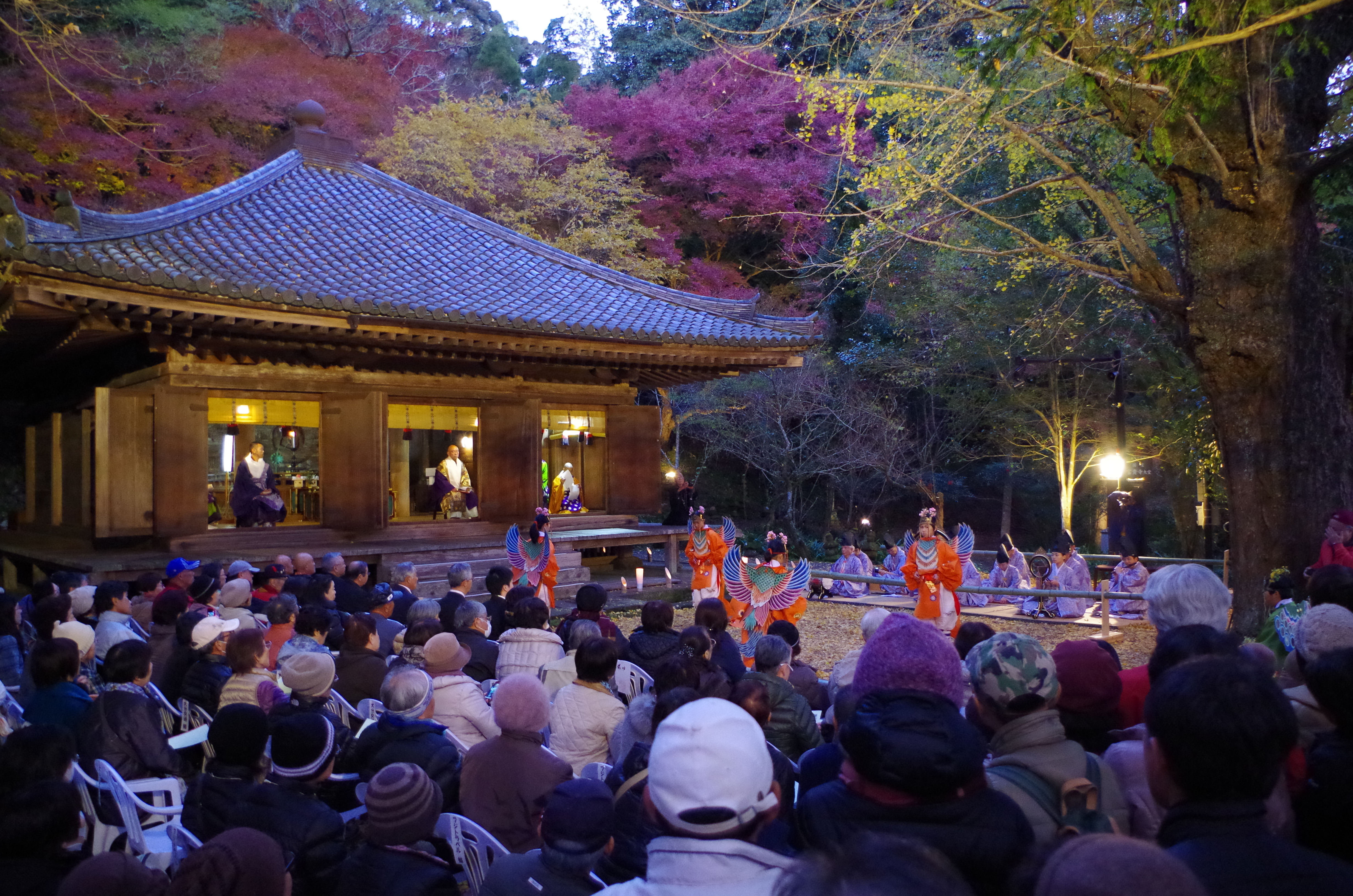
舞楽常行三昧（迦陵頻）

平成28年12月3日に日本浄土教の祖である恵心僧都源信の1000年御遠忌を記念して、富貴寺大堂創建時に奉修されたと考えられる舞楽常行三昧が再興された。富貴寺大堂に関する文書である『宇佐公仲寄進状案』（貞応2年、西暦1223年）には「敬白 奉寄 蕗浦阿弥陀寺 在田染荘内末久名田畠並用作糸永放田壱町伍段荒野 右、當寺者、是累代之祈願所、攘災招福之勤于今無懈怠、而料田不幾、其勤莫太也、仍件田畠等重所令奉免也、永為不輸之地、致天長地久當宮繁昌之祈請、勿令退転、故所令奉寄如件、敬白、貞応二年五月　日 大宮司正五位下宇佐宿祢□」とあり、富貴寺が宇佐大宮司家累代祈願所であることがわかる。富貴寺大堂の建立は宇佐大宮司家の黄金期を築いた宇佐公通と考えられている。当時の宇佐宮は藤原摂関家と本家－領家の関係にあり、富貴寺大堂は藤原摂関家が信仰した恵心僧都源信による浄土教の影響を受けたと考えられている。富貴寺大堂は常行堂の建築様式であり、須弥壇の仏後壁には極楽浄土、四方の小壁には藥師（東面）、釈迦（南面）、阿弥陀（西面）、弥勒（北面）の浄土図が描かれている。それぞれの浄土図には数多の天人が奏楽し、舞う姿が描かれているが、同時代の浄土図には見られない。これが富貴寺大堂壁画の特徴であり、宇佐公通の浄土信仰を如実に現している。中野幡能によると、宇佐公通は浄土信仰を拠り所として富貴寺大堂を建立するが、そこに極楽音声である雅楽を求め、正当な雅楽を取り入れるために宮中より公家である丹波判官有則を宇佐宮伶人として招聘し、宇佐宮楽所という雅楽組織を設立したとされる。舞楽常行三昧では富貴寺大堂の歴史と性格が考慮され、「宇佐大宮司家が観想した平安時代の極楽浄土」と題して富貴寺住職をはじめとする天台宗僧侶によって常行三昧が奉修され、南都楽所（奈良市春日野町）によって舞楽（『迦陵頻』『胡蝶』『陵王』『納曾利』）が奉納された。

## 交通
タクシーなど自動車では大分空港から約40分、JR九州日豊本線宇佐駅より車で約30分。または、同駅、別府駅、大分駅より大分交通の定期観光バス利用。路線バスと豊後高田市の市民乗合タクシーでも行き来できる。